# Andriej Wyszynski

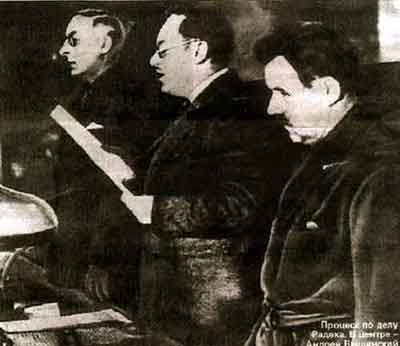
Wyszynski odczytuje akt oskarżenia w II procesie moskiewskim, luty 1937.

Andriej Januariewicz Wyszynski (ros. Андрей Януарьевич Вышинский, pol. Andrzej Wyszyński; ur. 28 listopada?/10 grudnia 1883 w Odessie, zm. 22 listopada 1954 w Nowym Jorku) – rosyjski socjaldemokrata i komunista polskiego pochodzenia, prawnik, prokurator generalny ZSRR i dyplomata. Oskarżyciel w procesach pokazowych okresu wielkiego terroru w ZSRR. Rektor Moskiewskiego Uniwersytetu Państwowego (1925–1928).
Jest mu przypisywane powiedzenie dajcie mi człowieka, a paragraf się znajdzie.

## Życiorys
Ojciec – January Wyszyński wywodził się z polskiego rodu szlacheckiego, był synem Feliksa, parafianinem katolickiej parafii Najświętszej Maryi Panny w Baku, właścicielem apteki przy ul. Koliubakińskiej w Baku; matka – nauczycielka muzyki. Wkrótce po urodzeniu jego rodzina przeniosła się z Odessy do Baku.
Członek SDPRR, mienszewik, występował na wiecach studenckich i robotniczych. Wielokrotnie aresztowany przez Ochranę, dopiero w 1908 r. skazany na rok więzienia za antyrządowe przemówienie na wiecu studenckim i został osadzony w więzieniu w Bajłowie pod Baku, gdzie wyroki odsiadywali najważniejsi rewolucjoniści. Został osadzony w celi z Iosifem Dżugaszwilim ps. Stalin, który – mając silną pozycję w więzieniu – zażyczył sobie przydzielenia Wyszynskiego do swojej celi.
W kwietniu 1917 r. Wyszynski jako prokurator w moskiewskiej dzielnicy Jakimanka wydał nakaz aresztowania niemieckiego szpiega Włodzimierza Uljanowa ps. Lenin.
Od 1920 członek partii bolszewickiej. Mienszewik Wyszynski przystał do bolszewików, gdyż tylko w ich szeregach mógł zrobić karierę. Aleksandr Orłow opowiadał, jak w latach dwudziestych pracował z Wyszynskim w prokuraturze. Orłow nienawidził Wyszynskiego i z satysfakcją opisał pogardę, jaką darzyli eks-mienszewika jego koledzy – starzy bolszewicy. Pogardę wzbudzało wszystko, nawet „dobre maniery, przypominające carskiego oficera”. Sam Orłow jednak przyznaje, że Wyszynski był „jednym z najzdolniejszych i znakomicie wykształconych prokuratorów”.
Rektor uniwersytetu moskiewskiego w latach 1925–1928, inicjator metod „fizycznego oddziaływania” (tj. tortur), w swej pracy Sądownictwo ZSRR (1936) stwierdził, iż prawo musi podlegać praktyce politycznej. Współautor teorii mówiącej, że w ZSRR automatycznie wzrasta świadomość człowieka, wobec tego, jako bardziej świadomy, w razie przestępstwa zasługuje na większą karę. Teoria ta współgra z sugestiami radzieckich psychologów odrzucających, w całkowitej sprzeczności z marksizmem, determinizm środowiska i akcentujących pełną odpowiedzialność jednostki za swe czyny, w zgodzie z „planowaną wolną wolą”.
Od 1931 prokurator Rosyjskiej FSRR, a w lipcu 1935 Wyszynski, przyszły główny oskarżyciel w procesach moskiewskich, został awansowany na stanowisko prokuratora generalnego ZSRR, zastępując Nikołaja Krylenkę.
Oskarżyciel w głównych procesach politycznych w ZSRR, m.in. w tzw. procesie szachtyńskim (1928), oskarżono wówczas o sabotaż pięćdziesiąt osób: wiele z nich „przyznało się”. Jedenastu z nich skazano na śmierć i na pięciu z nich wyroki wykonano. Był to debiut Wyszynskiego w roli oskarżyciela publicznego; tzw. prompartii (1930) – zarzuty były groteskowe, ale winę oskarżonych uznano za przesądzoną jeszcze przed rozpoczęciem rozprawy. Wśród organizacji, domagających się kary śmierci, znalazła się Akademia Nauk ZSRR, a półmilionowy tłum robotników, który w trakcie procesu przewinął się przed salą rozpraw, wznosił okrzyki: „Śmierć! Śmierć! Śmierć!” Proces, w czasie którego składowi orzekającemu przewodniczył Wyszynski, rozpoczął się od powtórzenia przez podsądnych przyznania się do winy i zeznań wbitych im do głów w OGPU. Pięciu spośród ośmiu skazano na śmierć.
W okresie „wielkiego terroru” był oskarżycielem w trzech moskiewskich procesach pokazowych („szesnastu” 1936, „siedemnastu” 1937, i „dwudziestu jeden” 1938). Według jego słów w latach 1936–1938 karano jedynie wykonawców zbrodni, bowiem ich inspiratorem był przebywający na wygnaniu Trocki. Wykazał się również umiejętnością manipulowania nastrojami społecznymi, konkludując swą mowę z 22 sierpnia 1936: „Żądam, by tych wściekłych psów rozstrzelano, wszystkich co do jednego!”, podgrzewając nastroje uniesienia i nienawiści.
Uznawany za najbardziej krwawego prokuratora w historii ZSRR. Twórca teorii, iż przyznanie się oskarżonego może stanowić decydujący dowód winy (za co otrzymał Nagrodę Stalinowską). Także w latach trzydziestych sformułował nową teorię prawa, która miała je zastąpić. Prawo – wyjaśniał – musi odzwierciedlać wolę klasy panującej, popartej siłą. W państwie socjalistycznym odzwierciedlało ono wolę proletariatu i zamiast zanikać, było wyrazem woli całego narodu, popartej siłą państwa.
Wyszynski był też współautorem masowej czystki (1937), przeprowadzonej w centrum i terenowych oddziałach Prokuratury Generalnej. Przygotowując grunt do likwidacji Jeżowa (1938), Stalin powołał specjalną komisję, która miała przeprowadzić śledztwo w szeregach NKWD. W jej skład weszli sekretarz KC Gieorgij Malenkow, przewodniczący Sownarkomu (Rady Komisarzy Ludowych) Wiaczesław Mołotow, prokurator generalny ZSRR Andriej Wyszynski i Beria.
Wiosną 1939 Wyszynski stracił posadę prokuratora generalnego ZSRR, co nie było zaskakujące, ponieważ to on prowadził najbardziej spektakularne procesy pokazowe. Miał jednak sporo szczęścia, gdyż nie został aresztowany, lecz po prostu przeniesiony na niższe stanowisko.
W czerwcu 1940 po przerzuceniu znacznej ilości wojsk do państw bałtyckich, władze radzieckie dokonały następnego posunięcia i zaaranżowały w nich wybory, by zastąpić istniejące rządy reżimami uległymi wobec Moskwy. Wyszynski wyjechał na Łotwę, aby nadzorować zmianę rządu.
W latach 1939–1944 wiceprzewodniczący Rady Komisarzy Ludowych, a jednocześnie od 1940 wicekomisarz spraw zagranicznych.
W 1945, realizując politykę ZSRR, wystosował ultimatum do rządu rumuńskiego, pod którego naciskiem król Michał zmuszony został do zdymisjonowania rządu Rădescu i uznania Frontu Narodowo-Demokratycznego, pod kierownictwem Grozy, w którym komuniści otrzymali trzy teki, w tym ministerstwo spraw wewnętrznych. W latach 1949–1953 minister spraw zagranicznych. Po śmierci Stalina ministrem spraw zagranicznych ZSRR ponownie został Mołotow, a Wyszynski objął stanowisko szefa delegacji ZSRR przy ONZ, na którym pozostał do śmierci; również od 1949 reprezentował ZSRR w Radzie Ministrów Spraw Zagranicznych, jednak nie miał uprawnień do odstępowania od otrzymanych instrukcji bez uprzedniego skonsultowania się ze Stalinem.
Natychmiast po wojnie we wszystkich państwach satelickich powstały rozległe struktury służb bezpieczeństwa. Ich funkcjonariusze byli wybierani przez Berię oraz jego ludzi i odpowiedzialni bezpośrednio przed Moskwą. Jesienią 1947 roku utworzono Komitet Informacji podlegający Radzie Ministrów, a obejmujący I Zarząd MGB i wywiad wojskowy GRU. Chodziło o usprawnienie procesu zbierania informacji i dostosowanie go do potrzeb polityki zagranicznej, a także o stworzenie organizacyjnego odpowiednika nowo utworzonej CIA. Na czele KI stał początkowo Mołotow, a później Wyszynski.
Reprezentował stronę radziecką 20 stycznia 1950 podczas rozmów z delegacją Chin, której przewodził minister spraw zagranicznych Zhou Enlai.
Za książkę „Teoria dowodów sądowych w prawie radzieckim” otrzymał w 1947 r. Nagrodę Stalinowską.
Po śmierci Stalina odsunięty od wpływów i wysłany do USA jako przedstawiciel ZSRR w Organizacji Narodów Zjednoczonych. Zmarł nagle w Nowym Jorku na atak serca. Pochowany na Placu Czerwonym przy murze kremlowskim. Z odnalezionego po jego śmierci w nowojorskim sejfie Wyszynskiego listu ludowego komisarza spraw zagranicznych USRR Dmytra Manuilskiego do Stalina, wynika, że Wyszynski w okresie przed rewolucją był agentem carskiej Ochrany, odpowiedzialnym za denuncjację i śmierć wielu działaczy bolszewickich na Ukrainie.
Po XX Zjeździe KPZR w 1956 i zainicjowanego wówczas procesu destalinizacji był „pośmiertnie represjonowany”; jego kontynuatorzy zostali pozbawieni przywilejów państwowych, a jego prace teoretyczne przestały być oficjalnie używanymi podręcznikami dla prawników.

## Ordery i odznaczenia
- Order Lenina (sześciokrotnie, w tym: 1945[4])
- Order Czerwonego Sztandaru Pracy (1933)
- Medal „Za obronę Moskwy” (1944)
- Medal „Za ofiarną pracę w Wielkiej Wojnie Ojczyźnianej 1941–1945” (1945)
- Medal „Za zwycięstwo nad Niemcami w Wielkiej Wojnie Ojczyźnianej 1941–1945”
- Medal „W upamiętnieniu 800-lecia Moskwy” (1947)
- Nagroda Stalinowska (1947)